# 傑梅尼·賴特
謝美利·馬拿基·胡禮（Jermaine Malaki Wright，1975年10月21日—）出生於英格蘭格林威治（Greenwich），是一名足球運動員，司職中場或後衛。

## 生平
賴特曾效力狼隊、克魯、葉士域治及修咸頓，在加盟利兹联後，於2005/06年球季分別獲外借回母會米禾爾及修咸頓。2006年1月從列斯聯借至修咸頓，與佐治·貝利（George Burley）再續師徒情，在7月10日正式簽約兩年加盟。2008年夏季被修咸頓棄用，7月11日加盟黑池，簽約一年，另加一年生約。但僅在第三場比賽即觸傷跟腱而長期缺陣，惟受傷患困擾，僅在聯賽上陣3場後，於2009年6月9日被黑池棄用。

## 足球風格
胡禮是典型的苦工球員，經常在場上走動，主要在中場進行掃蕩，傳送準繩，可勝任中埸和後衛多個位置。儘管他為人勤力，但是他除了參與防守外便作用有限，故此他曾被部份列斯聯球迷批評「經常走動而無建樹」（always running but do nothing）。

## 私人生活
賴特是前阿仙奴球星伊恩·胡禮的表親，而曾與其子巴特利·胡禮菲臘斯（Bradley Wright-Phillips）在修咸頓同隊效力。